# Haptophyta incertae sedis
Haptophyta incertae sedis, privremeni naziv onih kromista čije porodice još nisu svrstane nijednom redu i razredu Haptophyta. Na popisu je šest imenovanih porodica s 80 vrsta, uključujući porodicu incertae sedis s 23 vrste.

## Porodice
1. Alisphaeraceae J.R.Young, Kleijne & Cros in J.R. Young & al. 2003
2. Amphimonadaceae Senn, 1900; jedna vrsta
3. Braarudosphaeraceae Deflandre, 1947
4. Ceratolithaceae R.E.Norris, 1965
5. Haptophyta incertae sedis
6. Papposphaeraceae R.W.Jordan & J.R.Young 1990
7. Umbellosphaeraceae J.R.Young & Kleinje in Young & al. 2003